# وازووک
وازووک (به لاتین: Łazówek) یک روستا در لهستان است که در گمینا ستردنگ واقع شده‌است. وازووک ۲۱۳ نفر جمعیت دارد.